# محوطه مته مه ۲
محوطه مته مهٔ ۲ مربوط به سده‌های میانه دوران‌های تاریخی پس از اسلام است و در شهرستان کوهدشت، بخش کونانی، دهستان کونانی، جنوب شرق باغ الهیار خان منصوری، غرب باغ هرمز منصوری واقع شده و این اثر در تاریخ ۱۸ اسفند ۱۳۸۷ با شمارهٔ ثبت ۲۵۲۳۷ به‌عنوان یکی از آثار ملی ایران به ثبت رسیده است.